# Hotunîci, Snovsk
Hotunîci (în ucraineană Хотуничі) este localitatea de reședință a comunei Hotunîci din raionul Snovsk, regiunea Cernihiv, Ucraina.

## Demografie
Componența lingvistică a localității Hotunîci
     Ucraineană (94,95%)
     Rusă (2,64%)
     Belarusă (1,1%)
     Alte limbi (0,22%)
Conform recensământului din 2001, majoritatea populației localității Hotunîci era vorbitoare de ucraineană (94,95%), existând în minoritate și vorbitori de rusă (2,64%), armeană (1,1%) și belarusă (1,1%).